# ちばぎんカード
ちばぎんカード株式会社（Chibagin Card Co., Ltd.）は、千葉県千葉市美浜区の幕張新都心に本社を置く、DCカードのフランチャイジーであり、千葉銀行の連結子会社である。

## 概要
千葉銀行の顧客基盤を基にDCカードの発行、加盟店の獲得をしている。またかつて存在した「ちばぎんジェーシービーカード株式会社」と2024年4月に合併し、JCBカード会員・加盟店事業は千葉銀行本体へ承継、保証業務・管理業務のみ当社が引き継いでいる。
千葉銀行グループ会社の一員であり、総合金融サービスの提供の一翼を担っている。株式会社ディーシーカード（旧：ダイヤモンドクレジット）とクレジットカード業務に関する業務提携を行い、1989年（平成元年）4月にDC・Visaカード、DC・マスターカードの発行などのクレジットカード業務を開始した。 その後、2007年（平成19年）4月に株式会社ディーシーカードと三菱UFJニコスが合併し、 三菱UFJニコスが運営するブランドであるDCカードのクレジットカード業務を行っている。また、2005年（平成17年）4月より開始した千葉銀行によるクレジットカードの発行（ちばぎんスーパーカード）に伴い、同カードに対する保証業務を行っている。
2016年9月20日に本社所在地を千葉市中央区富士見一丁目14-11から千葉市美浜区中瀬一丁目10-2 ちばぎん幕張ビル 5階へ移転した。
2021年5月6日に本社所在地を千葉市美浜区中瀬二丁目6-1 ワールドビジネスガーデンへ移転した。
「ちばぎんディーシーカード」と「ちばぎんディーシーカード」との合併に先立ち、2023年10月に「ちばぎんディーシーカード」から「ちばぎんカード株式会社」へ社名を変更。2024年4月1日に「ちばぎんカード」を存続会社として「ちばぎんジェーシービーカード」を吸収合併した。

## 歴史
- 1982年（昭和57年） 11月 - 「株式会社千葉カード（旧ちばぎんジェーシービーカード株式会社）」を設立
- 1989年（平成元年）2月16日 - 「ちばぎんディーシーカード株式会社」を設立
- 2016年（平成28年）9月20日 - 本社所在地を千葉県千葉市中央区から千葉市美浜区のちばぎん幕張ビルに移転[6]。
- 2021年（令和3年）5月6日 - 本社所在地をちばぎん幕張ビルからワールドビジネスガーデンに移転[7]。
- 2023年（令和5年）10月1日 - 「ちばぎんディーシーカード株式会社」から、社名を「ちばぎんカード株式会社」に変更、「ちばぎんジェーシービーカード株式会社」のクレジットカード・加盟店事業を「株式会社千葉銀行」へ承継。
- 2024年（令和6年）4月1日 - 「ちばぎんカード」を存続会社として「ちばぎんジェーシービーカード」を吸収合併。